# Pé de Chinesa

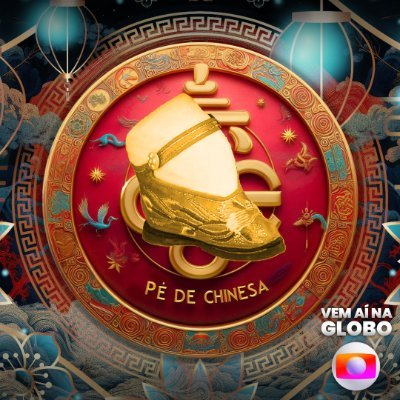
Cena da abertura produzida por inteligência artificial generativa.

Pé de Chinesa é uma telenovela fictícia, alternativamente descrita como boato ou fanfic, inventada por internautas brasileiros em 2024 e viralizada pela página Baú Explica (antiga Baú Esquizo), através dos vídeos narrados pelo influencer Alex Alves. Apresentada como uma produção da Globo, e supostamente escrita e dirigida por Gloria Perez, o boato da novela surgiu em um perfil anônimo no X (antigo Twitter), que publicou uma versão inicial da trama e do elenco.
A telenovela fictícia se popularizou rapidamente nas redes sociais, onde várias representações e detalhes adicionais foram espontaneamente criados por outros internautas, frequentemente com o auxílio de ferramentas de inteligência artificial generativa, tais como trailers, chamadas, intervalos comerciais, aberturas, fechamento e cenas esparsas. O boato foi amplamente reportado por veículos noticiosos brasileiros, além de provocar reações entre os supostos envolvidos no elenco e na direção. A própria Glória Perez, creditada no roteiro e direção da novela, afirmou ter considerado a ideia divertida, e disse em entrevista que se sentiu honrada por ter sido incluída. A telenovela também atraiu algumas reações mais críticas por sua representação orientalista e a prática de yellowface (atores caucasianos com maquiagem para parecem asiáticos), presentes em obras reais da Globo, como Negócio da China e Sol Nascente.

## Origem
Pé de Chinesa teve sua origem no fórum de discussão Pandlr, na página Baú Esquizo. Alex Alves, seu dono, disse em entrevista para o Na Telinha que a ideia tinha sido circulada desde março. Em agosto, Alex reviveu o conceito fazendo uma série de vídeos diários com sua narração. O sucesso de seus vídeos levou à criação de mais vídeos de fãs, deixando a situação criada por Alex fora de controle. Pé de Chinesa se tornou no primeiro viral a ultrapassar a bolha do Pandlr, só em agosto de 2024, teve um número recorde de 20 milhões de impressões. A intenção era satirizar Negócio da China, os núcleos "estapafúrdios" das novelas de Glória Perez, a promoção de influenciadores a novelas da Globo e o fato de que Giovanna Antonelli já fez de personagens de outras nacionalidades. O sucesso do viral se deve a esta "mistura de absurdos".

## Sinopses
Os materiais associados à telenovela circulam com algumas variações na trama. Em uma das versões mais populares, reportada pela mídia brasileira, o enredo se desenvolve a partir da vida de 'Xu Lee' (apresentada como a influenciadora Jade Picon) na China, onde é cuidada por sua avó (apresentada como a atriz Fernanda Montenegro), uma artista marcial dona de uma academia de kung fu. Xu Lee é introduzida como filha de 'Barbara Lee' (apresentada como a atriz Giovanna Antonelli) com um chinês desconhecido. O conflito do enredo é iniciado pelo ataque de 'Keen Xong' (apresentado como o influenciador e ex-BBB Davi Brito) ao dojo, que termina com o assassinato da personagem de Fernanda Montenegro. Com a perda da avó, Xu Lee decide viajar para São Paulo, em busca de sua mãe e do Keen Xong, cidade em que se desenvolve o corpo da novela.

## Elenco
- Jade Picon (Xu Lee)
- Davi Brito
- Fernanda Montenegro (avó de Xu Lee)
- Giovanna Antonelli (mãe de Xu Lee)
- Claudia Raia
- Luva de Pedreiro
- Marina Ruy Barbosa (Mei)
- Rafa Kalimann
- Maya Massafera
- Bruna Marquezine
- Viih Tube
- Neuza Borges
- Igor Rickli
- Saori Kido
- Juju Do Pix
- Jiafei
- Pablo Vittar
- Gkay
- Yudi Tamashiro
- Carol Nakamura
- Felipe Neto
- Márcia Sensitiva
- Wanessa Wolf
- Luana Piovani
- Yasmin Brunet
- Manu Gavassi
- Narcisa Tamborindeguy (Márcia Marilu Almeida Borges Quadros de Moura)
- Murilo Benício
- Fabio Assunção
- Raul Gazola
- Kéfera Buchmann
- Mia Goth
- Marcos Palmeira